# Stefano Moscato
Œuvres principales
Le Cantonnement (2008)
Stefano Moscato est un écrivain français d'origine sicilienne, né en 1948. Il habite la région de Saint-Étienne. 

## Biographie
Stefano Moscato est né le 28 février 1948, à Lercara Friddi dans la province de Palerme (Sicile).

## Parents
Son père, Gioacchino, « fier d'être allé à l'école », a été carabinier pendant treize ans et rencontre sa femme, Benedetta Sferlazza, à la fin de sa période militaire.
Devenu camionneur, il part pour l'Éthiopie où il séjourne quatre ans. De retour en Sicile, il s'essaye au commerce mais sans succès. La guerre éclate, il est mobilisé et reste trois ans dans l'armée. Blessé et démobilisé, il tente une fois encore le commerce, en vain.

## Parcours de Stefano
Stefano Moscato quitte la Sicile à l'âge de six mois.
En France, sa famille trouve à se loger dans un cantonnement, c'est-à-dire des baraques construites par les employeurs. Il en a gardé l'image d'une «vie menacée».

## Publication

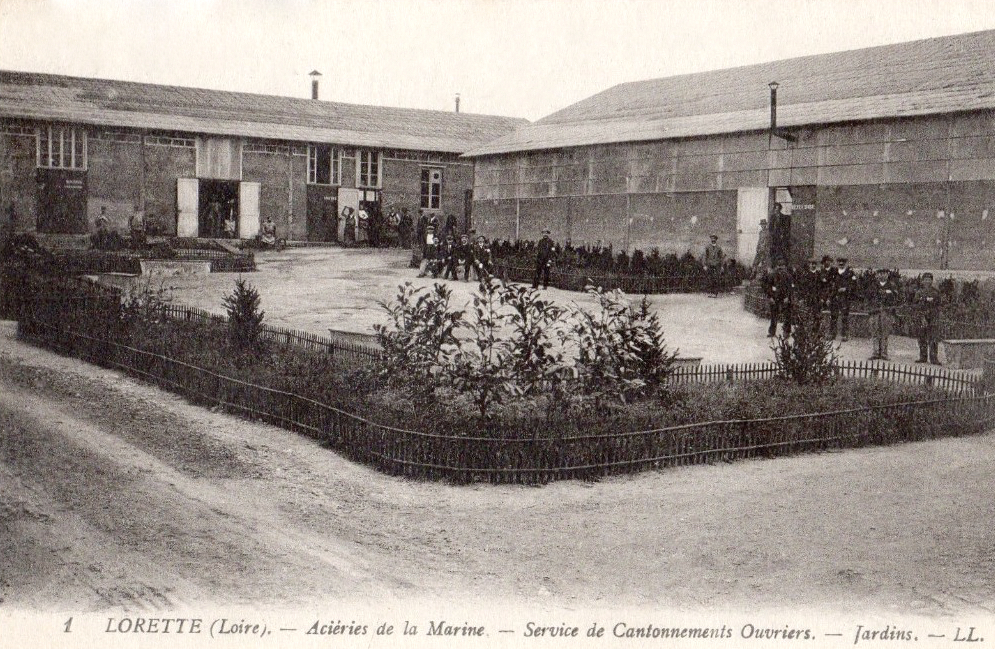
Lorette, Aciéries de la Marine, cantonnements ouvriers

- Le Cantonnement, éd. site Couriot/Musée de la Mine, ville de Saint-Étienne 2008.

## Activités
Stefano Moscato anime souvent des ateliers d'écriture dans les établissements scolaires,.